# Biscúter
Biscúter war eine spanische Automarke des Unternehmens Autonacional und Gabriel Voisin. Die Biscúter-Kleinstwagen wurden zwischen 1953 und 1960 in Sant Adrià de Besòs bei Barcelona gebaut.

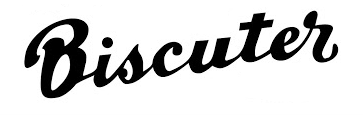
Markenlogo Biscúter
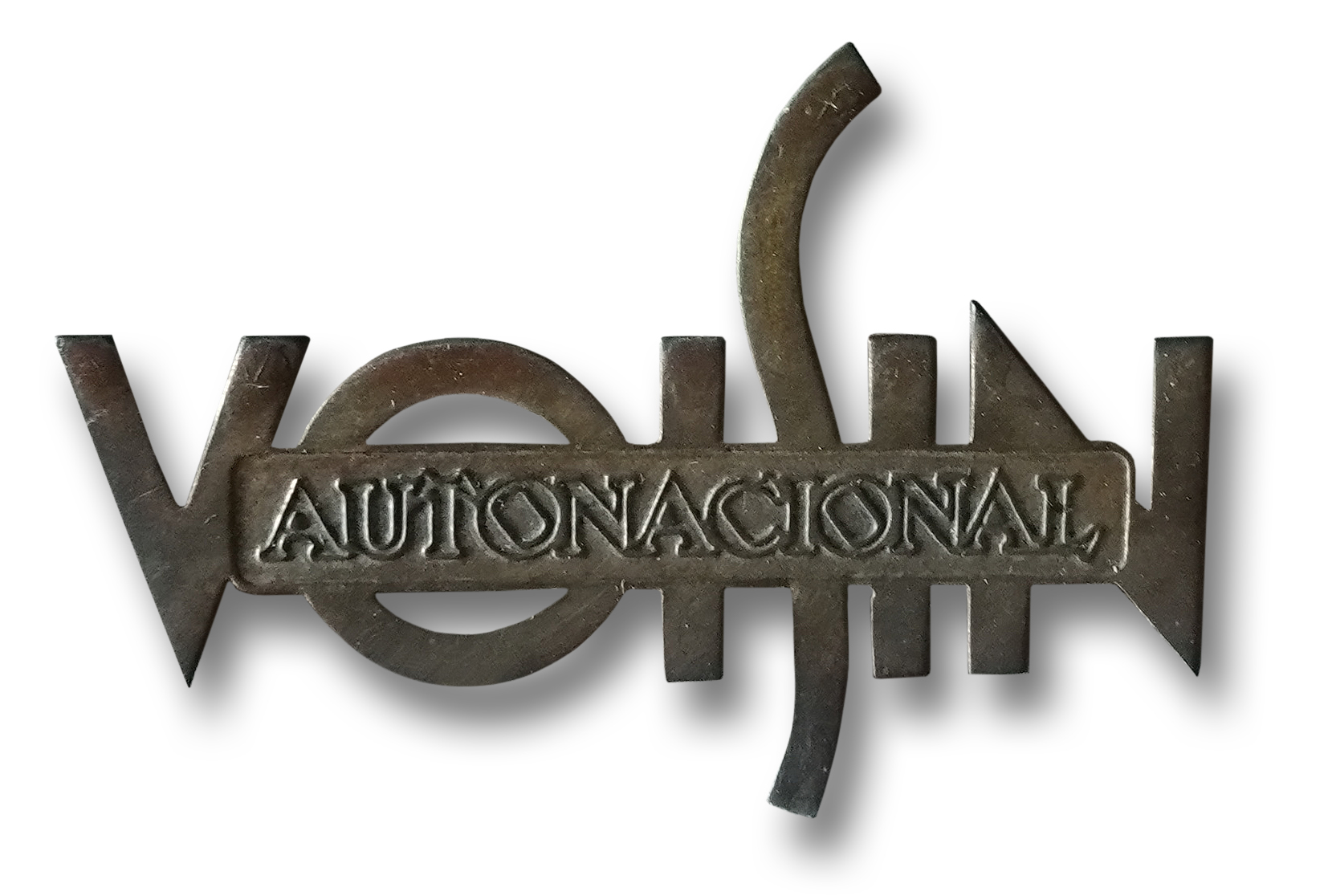
Unternehmenslogo Autonacional-Voisin

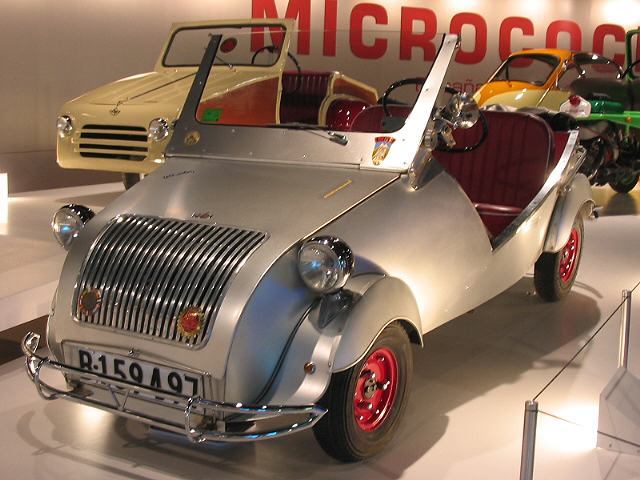
Biscúter 100

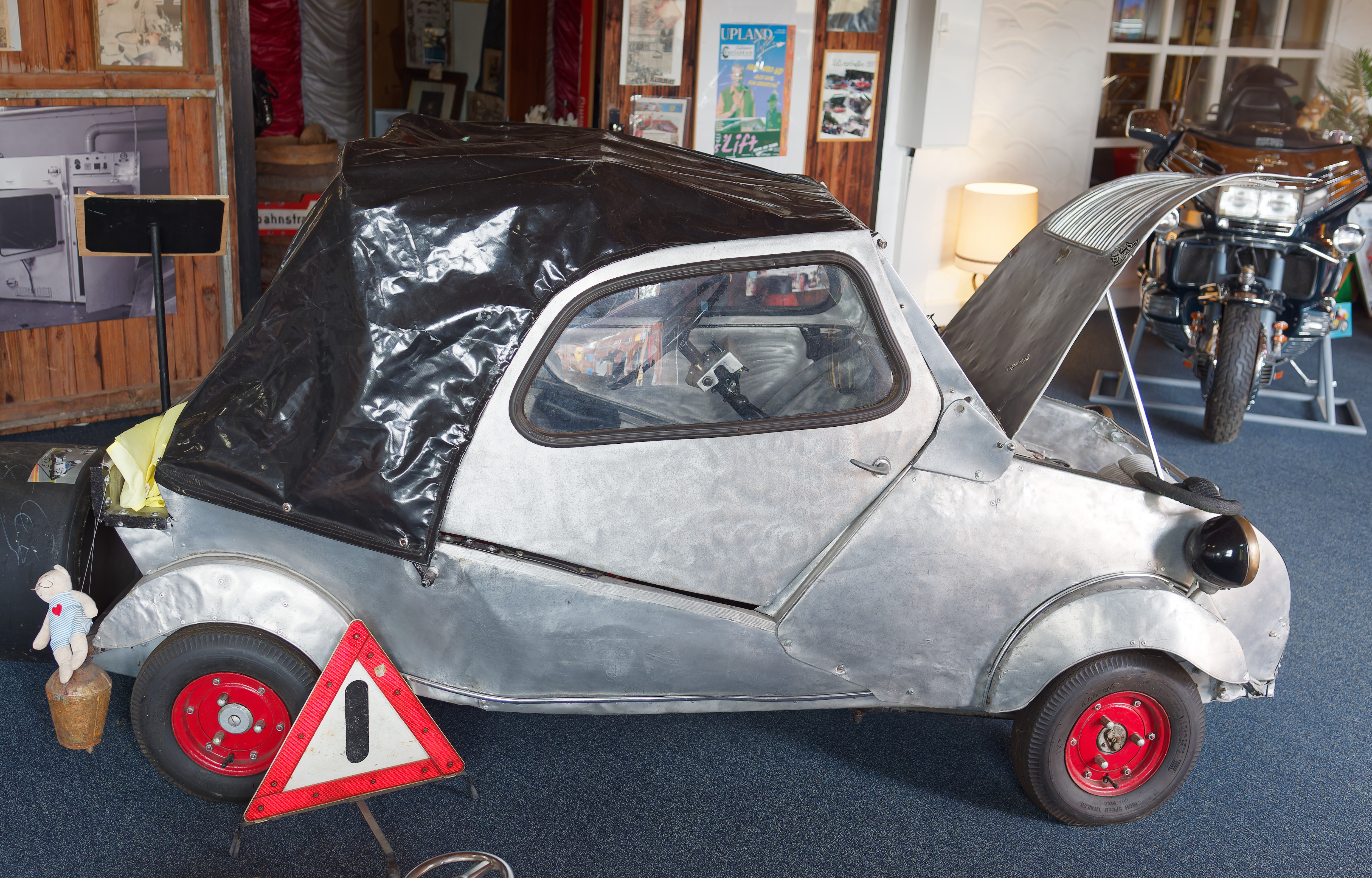
Biscúter im Oldtimer-Curioseum

## Die Motorisierung im Spanien der fünfziger Jahre
Im Gegensatz zu den weiter industrialisierten Ländern Europas wie England, Frankreich oder Deutschland war im Spanien der 1950er-Jahre das Automobil außerhalb der großen Städte noch eine relativ seltene Erscheinung.
Ein wesentlicher Teil der spanischen Industrie war seit je her in Katalonien konzentriert.
Der Mangel an Rohstoffen und die wirtschaftliche Situation nach dem Zweiten Weltkrieg schuf in vielen Ländern Europas eine vermehrte Nachfrage nach Kleinwagen. In Spanien war die Lage aber schwieriger. Gemeinsam mit Portugal wurde Spanien als Relikt des Faschismus in Europa angesehen und von vielen Staaten des Westens und des damaligen Ostblocks isoliert und von wirtschaftlicher Hilfe abgeschnitten. Als Kriegsverbündeter der Achsenmächte war Spanien insbesondere von den Unterstützungen durch den Marshallplan ausgeschlossen. Das franquistische Regime sah sich daher gezwungen, mit begrenzten Mitteln eigene Technologien auf niedrigerem Niveau zu entwickeln. Der Biscúter war ein Produkt dieser wirtschaftlichen Zwänge und selbst im Vergleich mit anderen Kleinstwagen klein, einfach und billig.

## Ursprung des Biscúter

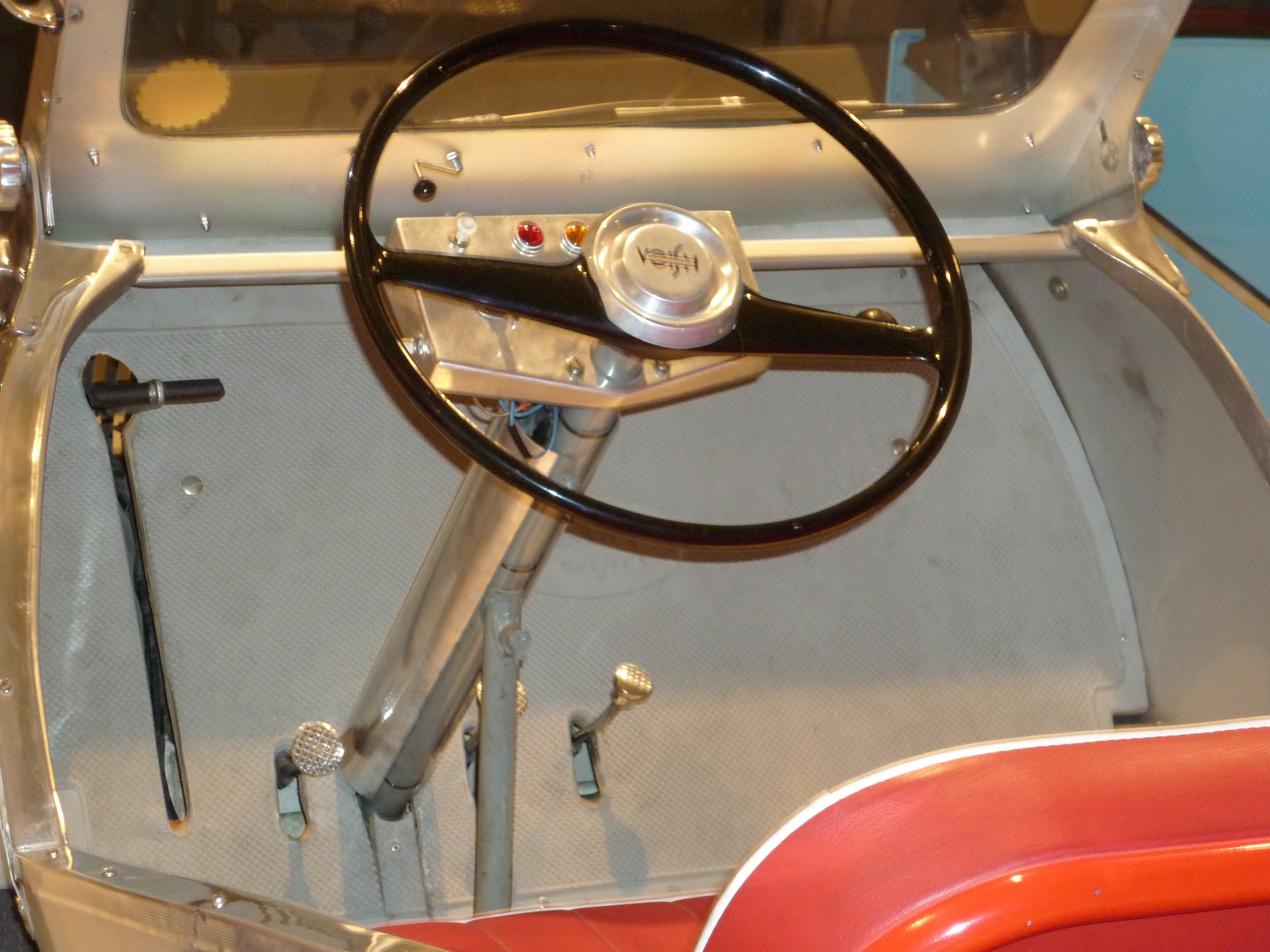
Lenkrad und Bedienelemente

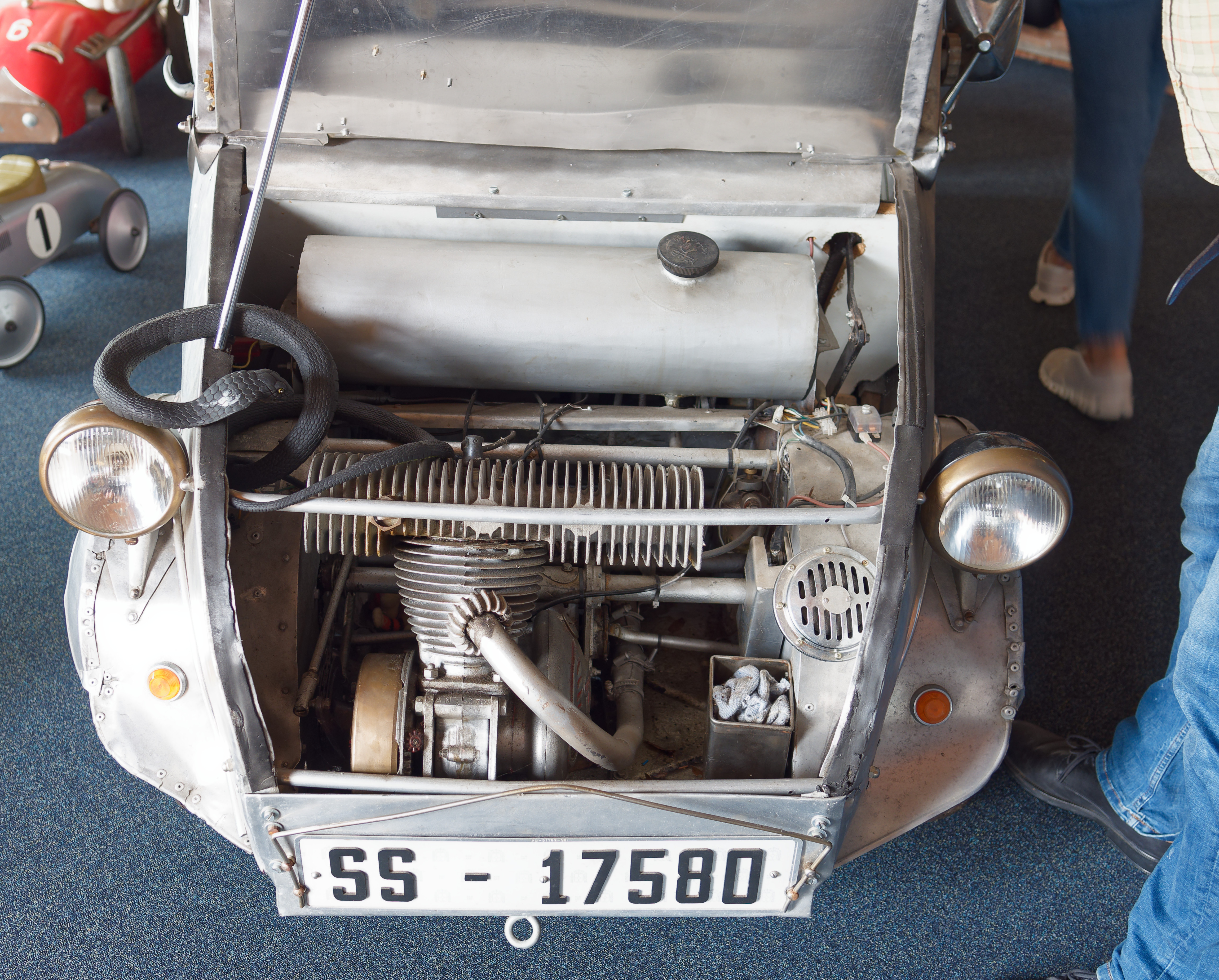
Motorraum des Biscúter, gut erkennbar der Zylinderkopf mit Überbreite

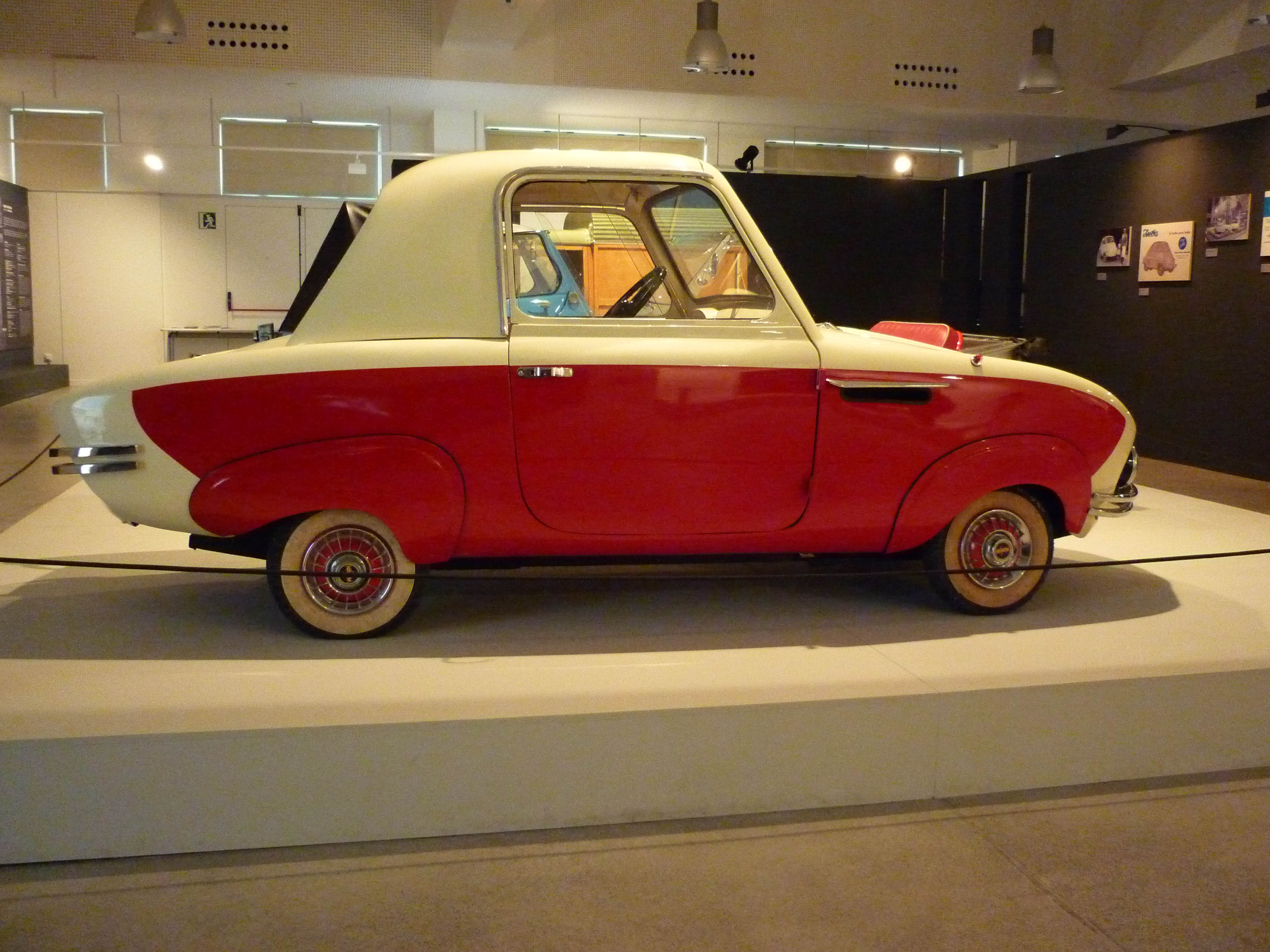
Biscuter Coupé 200-F Sport (1958)

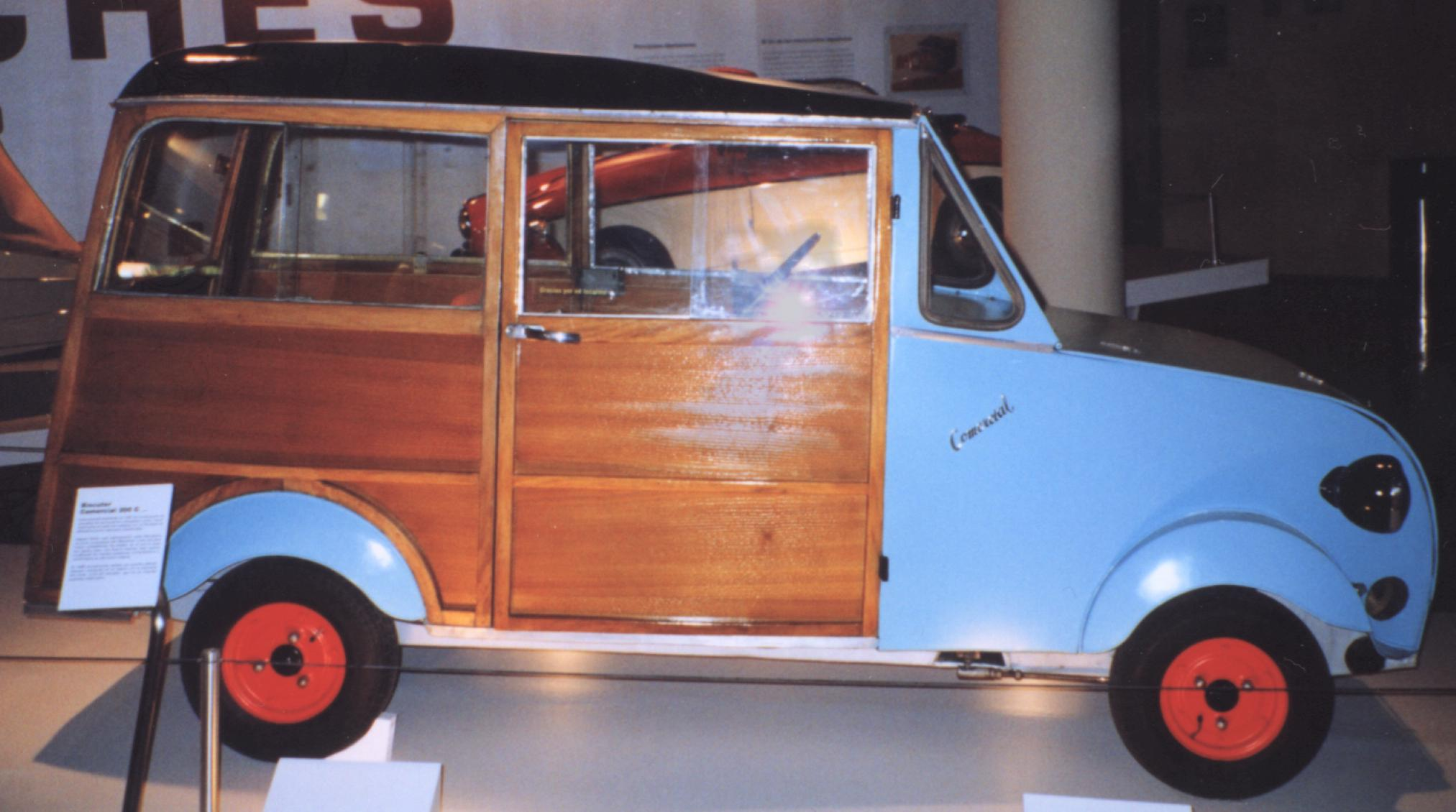
Biscúter Comercial 200 C

Der französische Konstrukteur Gabriel Voisin hatte bereits in den 1920er-Jahren einen kleinen Zweisitzer entworfen, der durch zwei aus dem Motorroller „Scooter“ stammende Motoren angetrieben wurde. Dieser „Sulky“ genannte Entwurf ging jedoch nicht in die Fertigung. Nach dem Krieg nahm Voisin den Gedanken wieder auf und stellte anlässlich des Pariser Automobilsalons 1949 auf dem Stand von Gnôme et Rhône ein Modell vor. Er nannte es in Anlehnung an die zwei je 60 cm³ großen Scooter-Antriebsmotoren „Biscooter“. Obwohl 1500 Bestellungen für das Experimentalfahrzeug eingingen, zog Gnôme et Rhône das Fahrzeugmodell zurück. Inzwischen hatte in Frankreich der Siegeszug des Citroën 2CV und des Renault 4CV begonnen.
Nach der geschäftlichen Trennung von Gnôme et Rhône verkaufte Gabriel Voisin seine Rechte an eine Gruppe katalanischer Industrieller. Sie waren überzeugt, dass der „Biscooter“ das ideale Fahrzeug war, um Spanien zu motorisieren. 1953 wurde dazu das Unternehmen Auto Nacional S.A. in Sant Adrià de Besòs gegründet. Noch im selben Jahr wurde der Kleinwagen auf der Messe in Barcelona unter dem hispanisierten Namen „Biscúter“ und mit dem neuen Motor Hispano Villiers von 197 cm³ Hubraum vorgestellt. Im darauf folgenden Jahr begann die Produktion unter dem offiziellen Namen Biscúter Autonacional Voisin. Schon bald erhielt das Fahrzeug wegen seiner Form den Spitznamen „Pantoffel“ („Zapatilla“), und der Ausdruck „hässlich wie ein Biscúter“ wurde zum geflügelten Wort.

## Merkmale des Biscúter
Der Biscúter war ursprünglich ein wirklich auf das Minimum reduziertes Fahrzeug ohne Türen, Fenster und ohne Rückwärtsgang. Der Zweitaktmotor leistete mit einem Zylinder und 197 cm³ Hubraum 7 kW. Der Motor wurde mit einem Seilzughandstarter angelassen und der Antrieb erfolgte nur über das rechte Vorderrad. Das einzige fortschrittliche Merkmal war die vom Flugzeugkonstrukteur Potez vollständig aus Aluminium hergestellte Karosserie. Später wurde Stahlblech verwendet.
Der populäre Biscúter 100 war ein kleiner Zweisitzer mit Stoffverdeck. Er war 2,56 m lang und 1,14 m breit. Da er nur 200 kg wog, konnte er ohne große Mühe durch Anheben eingeparkt werden. Einen Rückwärtsgang erhielt der Biscúter erst 1955. Er erreichte eine Höchstgeschwindigkeit von 75 km/h.
In den folgenden zehn Jahren sah man den Biscúter immer häufiger auf spanischen Straßen. Nach und nach wurden Türen und Fenster angefügt und es entstanden verschiedene Modelle, wie etwa der viersitzige Kastenwagen Biscúter Comercial 200 C mit Holzaufbau oder das als letztes Modell 1957 vorgestellte Coupé 200 F mit Kunststoffkarosserie.

## Ende des Biscúter
Die spanische Regierung genehmigte 1950 dem italienischen Autohersteller Fiat in Spanien eine Niederlassung mit dem Namen SEAT zu eröffnen. Zunächst galten selbst die billigsten dort hergestellten italienischen Nachbauten noch als unerschwinglicher Luxus. Mit wachsendem Wohlstand erhöhten sich aber langsam die Produktionszahlen. Mit dem Markteintritt des Seat 600 1957 und des Citroën 2CV-Kastenwagens 1958 brach allmählich die Nachfrage nach dem Biscúter zusammen. Anfang der 1960er-Jahre endete der Verkauf und die Produktion. Zwischen 1953 und 1960 wurden insgesamt etwa 12.000 Biscúter hergestellt. Fast alle Biscúter wurden schließlich verschrottet.

## Der Biscúter heute
Heute gibt es noch schätzungsweise 250 Biscúter. Das Fahrzeug ist unter Sammlern außerhalb Spaniens wenig bekannt, obwohl es auch in einigen Museen im Ausland vertreten ist.